# Lisa the Simpson
Lisa the Simpson, llamado Lisa, la Simpson en España y Lisa Simpson en Hispanoamérica, es el tercer episodio de la novena temporada en la serie animada Los Simpson, estrenado originalmente el 8 de marzo de 1998. Fue escrito por Ned Goldreyer y dirigido por Susie Dietter. El episodio fue el último en el cual Bill Oakley y Josh Weinstein fueron productores ejecutivos. En el episodio, Lisa descubre un gen de su familia que hace que decrezca la inteligencia de sus miembros a medida que crecen.

## Sinopsis
Todo comienza cuando Lisa trata de resolver un acertijo, pero no lo logra a pesar de que Martin, Milhouse, Nelson y Bart sí han podido. El día continúa con otros muchos despistes: no recuerda la clave de su casillero en la escuela, olvida hacer un proyecto de agricultura, y empeora su técnica para tocar el saxofón. Todo esto lleva a Lisa a pensar que está perdiendo su inteligencia. Cuando le cuenta sus temores al Abuelo, él le dice que todos los miembros de la familia Simpson han pasado por un proceso de "estupidización" causado por los "Genes Simpson". Los que sufren la enfermedad familiar empiezan siendo niños inteligentes pero decaen hasta llegar al nivel de Bart y Homer.  
Lisa, asustada al principio y luego resignada, trata de unirse a las actividades más embrutecedoras de su familia, como ver televisión y comer chocolates derretidos y aplastados. Aunque comienza con buena voluntad, se resiste a aceptar la enfermedad y huye. 
Preocupada y sin esperanza, Lisa decide dar a su cerebro una "última cena": pasea por el museo y charla con un guardia de seguridad que practica la pintura amateur; más tarde va al "The Jazz Hole", donde encuentra a una violinista con cuya música queda encantada -a pesar de que la actuación ha sido un fracaso.
Más tarde, la niña aparece en un programa de televisión abierta, y comunica a todo Springfield lo importante que es cuidar y disfrutar del cerebro. Homer, al saber que Lisa actúa así por lo que le ha dicho el Abuelo sobre sus genes, decide llamar a todos los parientes Simpson de las ciudades aledañas para que demuestren que no hay nada malo en la familia. 
A la mañana siguiente, con todos los parientes bajo la ventana de Lisa, Homer les pregunta a los hombres a qué se dedican. Sus profesiones resultan ser decepcionantes: cazador de pájaros en el aeropuerto, accidentado profesional o imitador de millonario. Lisa, al ver cuán fracasados son, se pone todavía más triste y Homer les dice a sus parientes que se vayan; pero Marge, antes de que lo hagan, sugiere a su esposo que le pregunte a las mujeres. Sus respuestas resultan ser mucho más estimulantes: jefa de cirugía, arquitecta, abogada ambientalista...  Gracias a ellas, Lisa se entera de que el gen de la estupidez está presente sólo en el cromosoma Y, de modo que afecta exclusivamente a los varones. Cobrada la esperanza en su futuro, logra al fin descifrar el acertijo del comienzo. 
En el argumento secundario, Homer entra en el Kwik-E-Mart para comer un burrito de frutilla y se distrae con bolígrafos de chicas desnudas. Mientras tanto, Jasper, que también está en la tienda, vacía una heladera entera. Su idea es congelarse a sí mismo y así sobrevivir para ver las maravillas del futuro. Apu ve en el anciano criogenizado una oportunidad para ganar dinero, lo bautiza Frostillicus (Helatilicus en la traducción para Iberoamérica) y establece una feria en el minisúper llamada “Abarrotes y monstruos” (FREAK-E-MART en inglés), cobrando entrada. Para complementar la atracción principal se exhiben también una simple lata con la etiqueta desaparecida hace años y una gorra ofensiva. Finalmente, cuando el Texano Rico aparece para comprarlo, Jasper se descongela y el negocio pierde su principal atractivo, lo que lleva a Apu a reconvertirlo en un club nudista.

## Producción

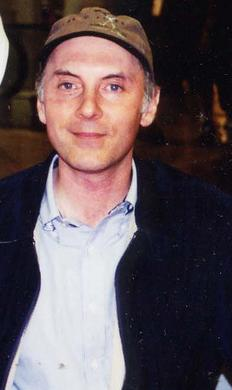
Dan Castellaneta es el actor que da voz a Homer Simpson.

El episodio fue el último en el cual los productores ejecutivos fueron Bill Oakley y Josh Weinstein, y había sido originalmente planeado para la octava temporada de la serie. El episodio fue escrito por Ned Goldreyer, siendo uno de los dos que ha escrito para Los Simpson. El argumento era similar a unas experiencias que había tenido Goldreyer durante su juventud, cuando algunos pensaban que era un genio, pero que realmente no se sentía inteligente. Susie Dietter, una de las directoras del programa, también lo abandonó luego de este episodio, pero regresó en la decimoctava temporada para dirigir el episodio Yokel Chords.
Como era el último episodio que producirían, Oakley y Weinstein querían terminarlo bien, y Weinstein dijo que el episodio "estuvo planeado para mostrar el humor, la profundidad y las emociones de Los Simpson". También querían hacer un episodio basado en la historia de cada personaje que pudiesen hacer, y creyeron que este episodio cumplía con estas características. El nombre del episodio surgió de una discusión que tuvieron Oakley y Weinstein, ya que Oakley quería que el episodio se llamase originalmente "Lisa la Simpson", mientras que Weinstein quería llamarlo "Estupidez repentina", un juego de palabras con un programa que se emitía en ese entonces, llamado "Suddenly Susan".
Los miembros de la familia Simpson que aparecieron en el episodio tomaron mucho tiempo en ser animados, pero el personal quedó conforme con los resultados. Las voces de todos los hombres Simpson que aparecieron fueron grabadas por Dan Castellaneta, la voz de Homer. Debió hablar durante veinte minutos, para hacer variaciones de la voz distintas, para adecuarse a cada uno de los hombres, y a la vez, seguir siendo parecidas a la de Homer.

## Recepción
Todd Gilchrist nombró al episodio como uno de sus favoritos de la novena temporada en su comentario en la versión en DVD, y los autores del libro I Can't Believe It's a Bigger and Better Updated Unofficial Simpsons Guide, Warren Martyn y Adrian Wood, tuvieron una buena opinión del episodio, diciendo que fue "Un episodio estupendo, con una buena mezcla de cultura (la despedida de Lisa en el Springsoniano y su club de jazz favorito son muy inspirados) y gracia (su 'woo-hoo' al estilo de Homer) los cuales, juntos, muestran una mirada refrescante y emocionante de la vida de Lisa".
Bill Oakley y Josh Weinstein disfrutaron ampliamente el episodio y pensaron que fue meritorio para ser el último que tendrían como productores ejecutivos. Oakley piensa que el episodio fue "el mejor que se haya producido, o al menos escrito".